# Paula Moltzan
Paula Moltzan (ur. 7 kwietnia 1994 w Minneapolis) – amerykańska narciarka alpejska, dwukrotna medalistka mistrzostw świata seniorów i mistrzyni świata juniorów.

## Kariera
Po raz pierwszy na arenie międzynarodowej Paula Moltzan pojawiła się 2 grudnia 2009 roku w Loveland, gdzie w zawodach Nor-Am Cup w slalomie zajęła 45. miejsce. W 2013 roku wystartowała na mistrzostwach świata juniorów w Quebecu, gdzie jej najlepszym wynikiem było 44. miejsce w gigancie. Jeszcze dwukrotnie startowała na imprezach tego cyklu, największy sukces osiągając na mistrzostwach świata juniorów w Hafjell w 2015 roku, gdzie zwyciężyła w slalomie. W zawodach tych wyprzedziła bezpośrednio Niemkę Marlene Schmotz oraz Austriaczkę Katharinę Truppe. W tej samej konkurencji była też czwarta na rozgrywanych rok wcześniej mistrzostwach świata juniorów w Jasnej, gdzie walkę o podium przegrała z Niemką Mariną Wallner o 0,49 sekundy.
W sezonie 2014/2015 Nor-Am Cup była trzecia w klasyfikacji generalnej i druga klasyfikacji slalomu. W zawodach Pucharu Świata zadebiutowała 25 listopada 2012 roku w Aspen, gdzie nie ukończyła pierwszego przejazdu w slalomie. Pierwsze pucharowe punkty wywalczyła 12 stycznia 2016 roku we Flachau, zajmując 25. miejsce w tej samej konkurencji. Pierwszy raz na podium zawodów tego cyklu stanęła 26 listopada w Lech, gdzie była druga w slalomie równoległym. Rozdzieliła na podium Słowaczkę Petrę Vlhovą i Larę Gut-Behrami ze Szwajcarii. W sezonie 2020/2021 zajęła drugie miejsce w klasyfikacji PAR.
Podczas mistrzostw świata w Courchevel/Méribel w 2023 roku wspólnie z Niną O’Brien, Riverem Radamusem, Tommym Fordem, Katie Hensien i Lukiem Wintersem zdobyła złoty medal w zawodach drużynowych. Na rozgrywanych dwa lata wcześniej mistrzostwach świata w Cortina d’Ampezzo zajęła czwarte miejsce w gigancie równoległym. Walkę o podium przegrała tam z Francuzką Tessą Worley. Brała też udział w igrzyskach olimpijskich w Pekinie w 2022 roku, gdzie zajęła czwartą pozycję w zawodach drużynowych, ósmą w slalomie i dwunastą w gigancie.
Na mistrzostwach świata w Saalbach w 2025 roku zdobyła brązowy medal w gigancie. Wyprzedziły ją jedynie Włoszka Federica Brignone i Alice Robinson z Nowej Zelandii.

## Osiągnięcia

### Igrzyska olimpijskie
| Miejsce | Dzień    | Rok  | Miejscowość | Konkurencja | Czas biegu | Strata | Zwyciężczyni |
| ------- | -------- | ---- | ----------- | ----------- | ---------- | ------ | ------------ |
| 12.     | 7 lutego | 2022 | Pekin       | Gigant      | 1:55,69    | +2,38  | Sara Hector  |
| 8.      | 9 lutego | 2022 | Pekin       | Slalom      | 1:44,98    | +1,20  | Petra Vlhová |

### Mistrzostwa świata
| Miejsce | Dzień     | Rok  | Miejscowość        | Konkurencja          | Czas biegu | Strata | Zwyciężczyni                        |
| ------- | --------- | ---- | ------------------ | -------------------- | ---------- | ------ | ----------------------------------- |
| 20.     | 14 lutego | 2015 | Vail/Beaver Creek  | Slalom               | 1:38,48    | +3,74  | Mikaela Shiffrin                    |
| DNS2    | 14 lutego | 2019 | Åre                | Gigant               | 2:01,97    | –      | Petra Vlhová                        |
| 18.     | 16 lutego | 2019 | Åre                | Slalom               | 1:57,05    | +5,46  | Mikaela Shiffrin                    |
| 4.      | 16 lutego | 2021 | Cortina d’Ampezzo  | Gigant równoległy    | –          | –      | Katharina Liensberger Marta Bassino |
| 6.      | 17 lutego | 2021 | Cortina d’Ampezzo  | Zawody drużynowe     | –          | –      | Norwegia                            |
| DNF1    | 18 lutego | 2021 | Cortina d’Ampezzo  | Gigant               | 2:30,66    | –      | Lara Gut-Behrami                    |
| DNF1    | 20 lutego | 2021 | Cortina d’Ampezzo  | Slalom               | 2:30,66    | –      | Katharina Liensberger               |
| 1.      | 14 lutego | 2023 | Courchevel/Méribel | Drużynowo            | –          | –      | –                                   |
| DNF1    | 17 lutego | 2023 | Courchevel/Méribel | Gigant               | 2:07,13    | –      | Mikaela Shiffrin                    |
| 4.      | 4 lutego  | 2025 | Saalbach           | Drużynowo            | -          | -      | Włochy                              |
| 4.      | 11 lutego | 2025 | Saalbach           | Kombinacja drużynowa | 2:40,89    | +0,64  | Stany Zjednoczone                   |
| 3.      | 13 lutego | 2025 | Saalbach           | Gigant               | 2:22,71    | +2,62  | Federica Brignone                   |

### Mistrzostwa świata juniorów
| Miejsce | Dzień     | Rok  | Miejscowość | Konkurencja     | Czas biegu | Strata | Zwyciężczyni         |
| ------- | --------- | ---- | ----------- | --------------- | ---------- | ------ | -------------------- |
| DNF1    | 21 lutego | 2013 | Québec      | Slalom          | 1:52,10    | –      | Magdalena Fjällström |
| 44.     | 22 lutego | 2013 | Québec      | Gigant          | 2:22,23    | +7,84  | Lisa-Maria Zeller    |
| 6.      | 27 lutego | 2014 | Jasná       | Gigant          | 1:52,86    | +2,58  | Marta Bassino        |
| 4.      | 28 lutego | 2014 | Jasná       | Slalom          | 1:36,09    | +1,08  | Petra Vlhová         |
| 26.     | 3 marca   | 2014 | Jasná       | Supergigant     | 1:14,71    | +1,96  | Corinne Suter        |
| DNF2    | 3 marca   | 2014 | Jasná       | Superkombinacja | 2:11,34    | –      | Elisabeth Kappauer   |
| 37.     | 7 marca   | 2015 | Hafjell     | Gigant          | 2:25,14    | +6,05  | Nina Ortlieb         |
| 1.      | 9 marca   | 2015 | Hafjell     | Slalom          | 1:43,54    | –      | –                    |
| 32.     | 10 marca  | 2015 | Hafjell     | Supergigant     | 1:23,81    | +2,69  | Federica Sosio       |
| 23.     | 10 marca  | 2015 | Hafjell     | Superkombinacja | 2:08,54    | +4,13  | Rahel Kopp           |

### Puchar Świata

#### Miejsca w klasyfikacji generalnej
- sezon 2012/2013: –
- sezon 2013/2014: –
- sezon 2014/2015: –
- sezon 2015/2016: 118.
- sezon 2017/2018: –
- sezon 2018/2019: 70
- sezon 2019/2020: 102.
- sezon 2020/2021: 21.
- sezon 2021/2022: 39.
- sezon 2022/2023: 15.
- sezon 2023/2024: 17.
- sezon 2024/2025: 12.

#### Miejsca na podium w zawodach
1. Lech – 26 listopada 2020 (slalom równoległy) – 2. miejsce
2. Semmering – 29 grudnia 2022 (slalom) – 2. miejsce
3. Soldeu – 11 lutego 2024 (slalom) – 3. miejsce
4. Kronplatz – 21 stycznia 2025 (gigant) – 3. miejsce
5. Sestriere – 23 lutego 2025 (slalom) – 3. miejsce